# سيدي عياد (ولاية بجاية)
سيدي عياد بلدية بولاية بجاية بالجزائر

## مواضيع ذات صلة
- بلديات ولاية بجاية
- دوائر ولاية بجاية